# Государственный финансовый контроль (Россия)
Государственный финансовый контроль (Госфинконтроль, сокр. ГФК) — это деятельность контрольных органов, которая осуществляется на основании законодательства с помощью специфических приемов и методов с целью обеспечения законности, целесообразности и эффективности формирования, распределения и использования бюджетных средств.

## Субъекты контроля
Контрольные органы в бюджетной сфере подразделяются на внешние и внутренние (подробнее см. ст. 265 Бюджетного кодекса).
Внешний госфинконтроль
1. Счетная палата Российской Федерации
2. Контрольно-счетные органы субъектов Российской Федерации
3. Контрольно-счетные органы муниципальных образований

Внутренний госфинконтроль
1. Федеральное казначейство
2. Органы (должностные лица) исполнительной власти субъектов Российской Федерации
3. Финансовые органы субъектов Российской Федерации
4. Органы (должностные лица) исполнительной власти местных администраций
5. Финансовые органы муниципальных образований

## Объекты контроля
Объектом контроля является широкий круг лиц, включая организации, органы власти и физических лиц (подробнее см. ст. 266.1 бюджетного кодекса).
1. Главные распорядители (распорядители, получатели) бюджетных средств
2. Главные администраторы (администраторы) доходов бюджета
3. Главные администраторы (администраторы) источников финансирования дефицита бюджета
4. Финансовые органы (главные распорядители (распорядители) и получатели средств бюджета, которому предоставлены межбюджетные трансферты) — по части использования средств «чужого» бюджета
5. Государственные (муниципальные) учреждения
6. Государственные (муниципальные) унитарные предприятия
7. Государственные корпорации (компании)
8. Публично-правовые компании
9. Хозяйственные товарищества с участием публично-правовых образований в их уставных (складочных) капиталах,
  - Коммерческие организации с долей таких товариществ в их уставных капиталах;
10. Общества с участием публично-правовых образований в их уставных (складочных) капиталах,
  - Коммерческие организации с долей таких обществ в их уставных капиталах;
11. Если существуют договорные отношения с государством (муниципальным образованием) по поводу бюджетных средств
  - Иные юридические лица
  - Индивидуальные предприниматели
  - Физические лица
12. Органы управления государственными внебюджетными фондами;
13. Юридические лица, получающие средства из бюджетов государственных внебюджетных фондов по договорам о финансовом обеспечении обязательного медицинского страхования;
14. Кредитные организации, осуществляющие отдельные операции с бюджетными средствами

## Принципы
Принципы госфинконтроля образуются мозаичным способом, поскольку зафиксированы в разных местах по-разному.
| Принципы бюджетной системы | Принципы бюджетной системы                                                    | Принципы бюджетной системы |
| --- | ----------------------------------------------------------------------------- | --- |
| 1. единство бюджетной системы Российской Федерации 2. разграничение доходов, расходов и источников финансирования дефицитов бюджетов между бюджетами бюджетной системы Российской Федерации 3. самостоятельность бюджетов 4. равенство бюджетных прав субъектов Российской Федерации, муниципальных образований; 5. полнота отражения доходов, расходов и источников финансирования дефицитов бюджетов; 6. сбалансированность бюджета 7. эффективность использования бюджетных средств; 8. общее (совокупного) покрытие расходов бюджетов; 9. прозрачность (открытости) 10. достоверность бюджета 11. адресность и целевой характер бюджетных средств 12. подведомственность расходов бюджетов 13. единство кассы |                                                                               | |
| Принципы внешнего госфинконтроля | Принципы внешнего госфинконтроля                                              | Принципы внутреннего госфинконтроля |
| На федеральном уровне | На региональном и местном уровне                                              | Принципы внутреннего госфинконтроля |
| 1. законность 2. эффективность 3. объективность 4. независимость 5. открытость 6. гласность | 1. законность 2. объективность 3. эффективность 4. независимость 5. гласность | 1. профессионализм 2. ориентированность на клиента 3. прозрачность 4. объективность 5. честность 6. командность 7. стремление к совершенству |

## Цели государственного финансового контроля
По Бюджетному кодексу основной целью государственного финансового контроля является обеспечение:
- соблюдение бюджетного законодательства;
- соблюдение иных нормативных правовых актов, регулирующих бюджетные правоотношения.

## Методы
Это обоснованные, конкретно-определенные приемы, средства или способы, применяемые при осуществлении контрольных функций (подробнее см.: ст. 267.1 бюджетного кодекса).
- Проверки, в том числе:
  - камеральные проверки;
  - выездные проверки;
  - встречные проверки;
- Ревизии;
- Обследования.

Также возможна классификация методов и по иным признакам.